# フィーバーニュートロンD
フィーバーニュートロンDは、1994年11月に大同(現:ビスティ)が発売した、確変機能を搭載したドラム型パチンコ機のシリーズ名。
フィーバーニュートロンDの1機種がある。

## 概要
ドラム型のデジパチ。有効ラインは、斜め2ラインに横1ラインの3ライン方式を採用している。小当たりの確変を搭載しており、9種類ある大当たり図柄のうち「GOLD」という文字が付いた3種類の確変図柄（7、F、りんご）のいずれかで大当たりすると、次回の大当たりまで小デジタルの確率がアップする。確変図柄で大当たりし、再度確変図柄が揃っても継続はしない仕様で最大で2連チャンまでとなる。本機は変則的なゲージ構成となっており、ワープルートを経由しないとスタートチャッカーにはほぼ入賞しない。

## スペック
- フィーバーニュートロンD
  - 賞球数 7&15
  - 大当たり最高継続 16R
  - 大当たり確率 1/225

## 図柄
- 7
- F
- りんご
- BAR
- チェリー
- JAC
- ロボット
- 飛行機

## 演出
ノーマルリーチ以外に3種類のスーパーリーチ演出がある。ノーマルリーチからゆっくり進み出す「スロー回転リーチ」と、ひとつずつ図柄が進んで行く「コマ送りリーチ」、大当たり図柄の1コマ前から1コマ後までコマ送りで進む「アメドリ式リーチ」の3種類のいずれかに発展することがあり、各リーチ演出の中で大当たり信頼度が一番高いのはアメドリ式リーチである。図柄停止後の再始動や逆回転演出は本機にも搭載されている。